# Marmon
La Marmon Motor Car Company fue un fabricante estadounidense de automóviles fundado por Howard Carpenter Marmon. Propiedad de la Nordyke Marmon & Company de Indianápolis, fundada en 1851, produjo desde 1902 automóviles bajo la marca Marmon. En 1933 se fusionó para formar la compañía Marmon-Herrington, sucedida más adelante a su vez por la Marmon Motor Company de Denton (Texas). El nombre de la compañía se mantiene a través del Marmon Group de Chicago.

## Marmon Cars
La empresa matriz de Marmon se fundó en 1851. Estaba dedicada a la fabricación de equipos de molienda de harina, diversificándose en la construcción de otras maquinarias hasta finales del siglo XIX. Una pequeña producción limitada de automóviles de prueba comenzó en 1902, con un diseño propulsado por un motor bicilíndrico en V refrigerado por aire. Al año siguiente, se diseñó un motor V4 también refrigerado por aire, al que siguieron un motor V6 y un motor V8, antes de que se decidieran por diseños de motores de cilindros en línea más convencionales. Los Marmon pronto se ganaron la reputación de ser coches de lujo fiables y rápidos.
La compañía estaba radicada en Indianápolis. La Planta 1 original de Nordyke y Marmon estaba en la esquina suroeste de Kentucky Avenue y West Morris Street. La Planta 2 estaba en la esquina suroeste de Drover y West York Street. La Planta 3 era una estructura de cinco pisos que medía 80 x 600 pies (24 x 183 m) paralela a Morris Street (ahora Eli Lilly & Company Building 314). La planta de ensamblaje de Marmon se construyó junto a la línea de propiedad de Morris Street con la Planta 3 detrás y paralela a ella (también parte del actual complejo de Eli Lilly).

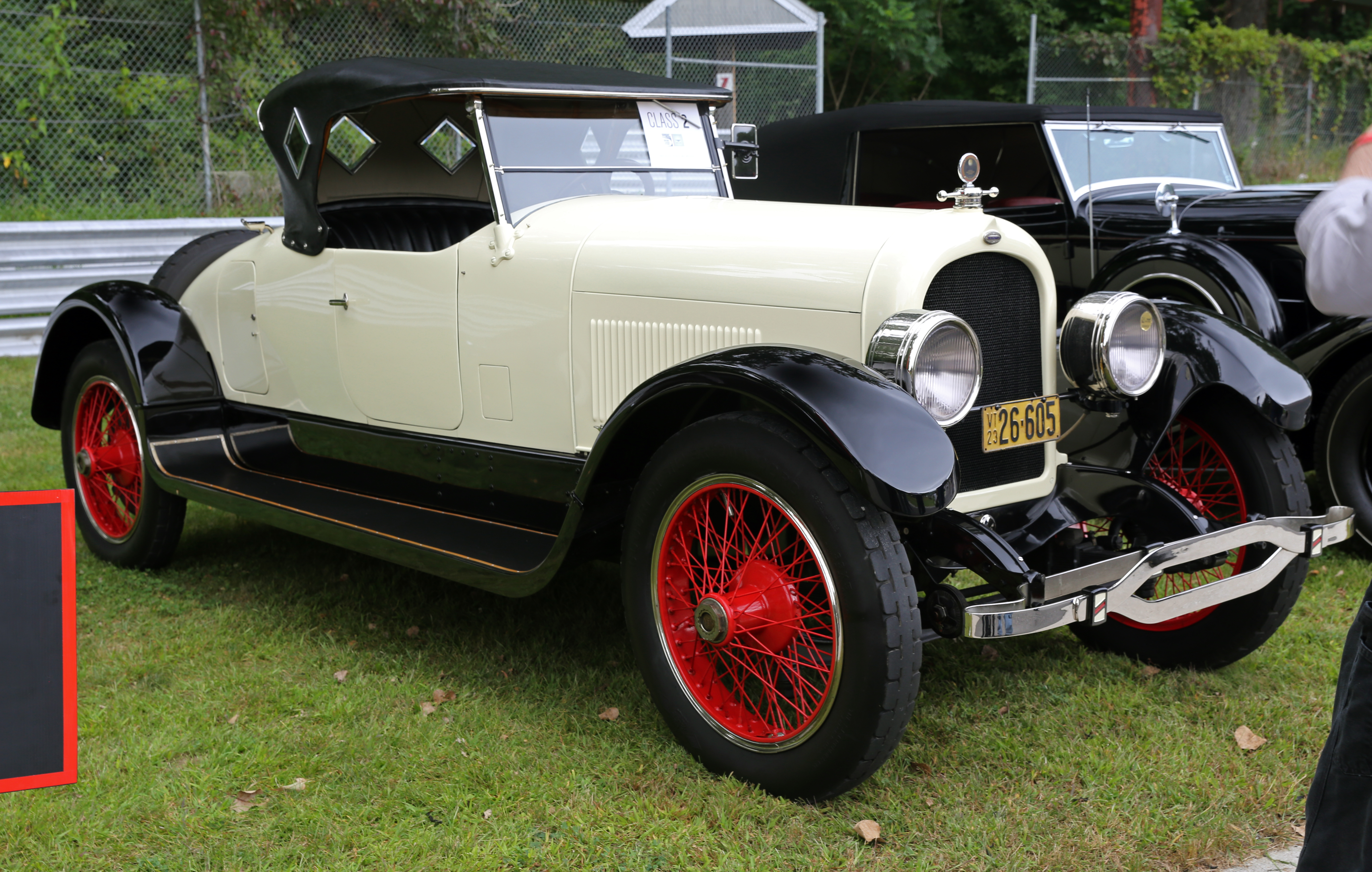
Marmon 34B speedster de dos asientos (1923)

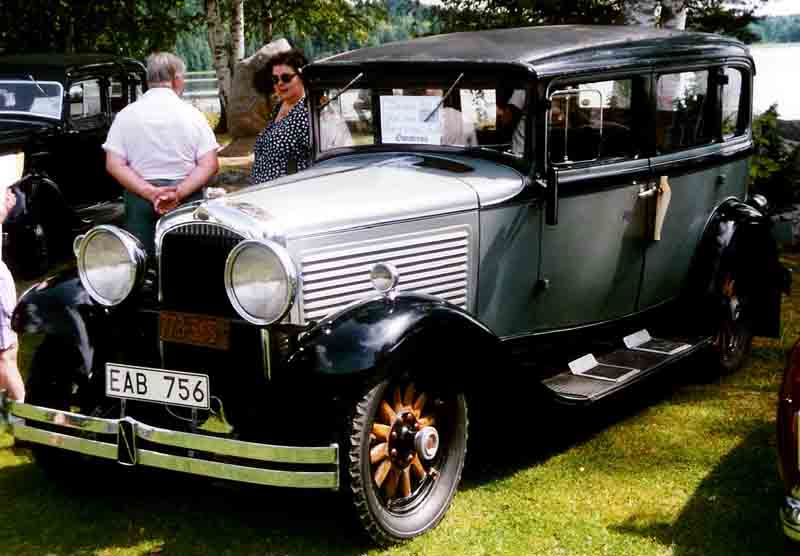
Marmon Series 8-69 sedán de cuatro puertas (1929)

El Modelo 32 de 1909 dio lugar al Wasp ("Avispa"), que conducido por el ingeniero de Marmon Ray Harroun (un ex corredor que salió de su retiro para solo una carrera), fue el ganador de la primera edición de las 500 Millas de Indianápolis en 1911. Este automóvil presentó el primer espejo retrovisor conocido del mundo.
El Modelo 48 de 1913 era un tourer con dirección a la izquierda y un motor con bloque de aluminio fundido y faros y bocina eléctricos, así como luces de cortesía para el tablero y las puertas también eléctricas. Se utilizó un motor de seis cilindros en línea de culata en "T" de 573 pulgadas cúbicas (9389,8 cm³), de entre 48 y 80 caballos de potencia (36 y 60 kW) con ignición por doble bujía y motor de arranque. Tenía una distancia entre ejes (larga para la época) de 145 pulgadas (3683 mm) y resortes delanteros y traseros con ballestas elípticas. Como la mayoría de los coches de la época, incluía un juego de herramientas; en el caso del Marmon, disponía de gato, bomba eléctrica para neumáticos, engrasador de chasis, kit de reparación de neumáticos y luz auxiliar. El 48 se ofreció en distintas variantes: turismos de dos, cuatro, cinco y siete pasajeros, por un precio de 5000 dólares (unos 154 141 $ de 2023); siete pasajeros limusina por 6250 dólares (unos 192 677 $ de 2023), landaulette para siete pasajeros a 6350 dólares (unos 195 760 $ de 2023) y berlina para siete pasajeros por 6450 dólares (unos 198 842 $ de 2023). En contraste, un Colt Runabout costaba 1500 dólares, un Enger 40 costaba 2000, y el precio del modelo base de American era de 4250 dólares.)
El Modelo 34 de 1916 usaba un motor de seis cilindros en línea de aluminio, metal del que también estaban fabricados la carrocería y el chasis para reducir el peso total a tan solo 3295 lb (1495 kg). Un Modelo 34 fue conducido de costa a costa como reclamo publicitario, batiendo el récord de Erwin "Cannonball" Baker, con el consiguiente gran despliegue de la noticia en los medios de comunicación.
En 1924 se introdujeron nuevos modelos para reemplazar al veterano modelo 34, mientras que la compañía se enfrentaba a graves problemas financieros y en 1926 se reorganizó como Marmon Motor Car Co.

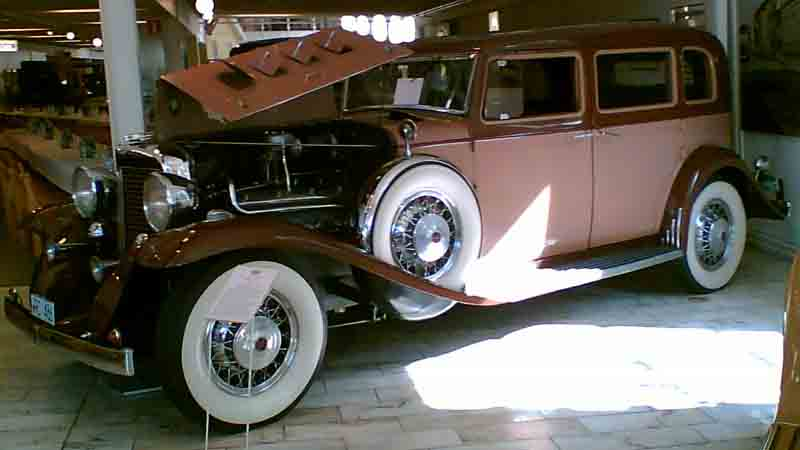
Marmon Series 16 4-puertas sedán (1933)

Marmon presentó en 1929 un automóvil con motor de ocho cilindros en línea por menos de 1000 dólares, el Roosevelt, pero el crack financiero de 1929 empeoró los problemas de la compañía. Howard Marmon había comenzado a trabajar en el primer motor V16 del mundo en 1927, pero no pudo completar la producción de los propulsores Sixteen hasta 1931. En ese momento, Cadillac ya había presentado su V-16, diseñado por el ex ingeniero de Marmon Owen Nacker. La Peerless Motor Car Company también estaba desarrollando un V16 con la ayuda de un ex ingeniero de Marmon, James Bohannon.
El Marmon Sixteen se produjo durante tres años. El motor cubicaba 491 pulg³ (8.0 L) y rendía 200 hp (149 kW). Era un diseño totalmente de aluminio, con las camisas de cilindros de acero y un ángulo de inclinación de 45°.
Marmon se destacó por sus diversos trabajos pioneros en la fabricación de automóviles; por ejemplo, se le atribuye haber introducido el espejo retrovisor, así como ser pionero en el motor V16 y el uso del aluminio en la fabricación de automóviles. El histórico coche de carreras Marmon Wasp de principios del siglo XX también fue un trabajo pionero de la ingeniería automotriz, ya que fue el primer automóvil del mundo en utilizar un diseño de construcción monoplaza.

## Marmon-Herrington

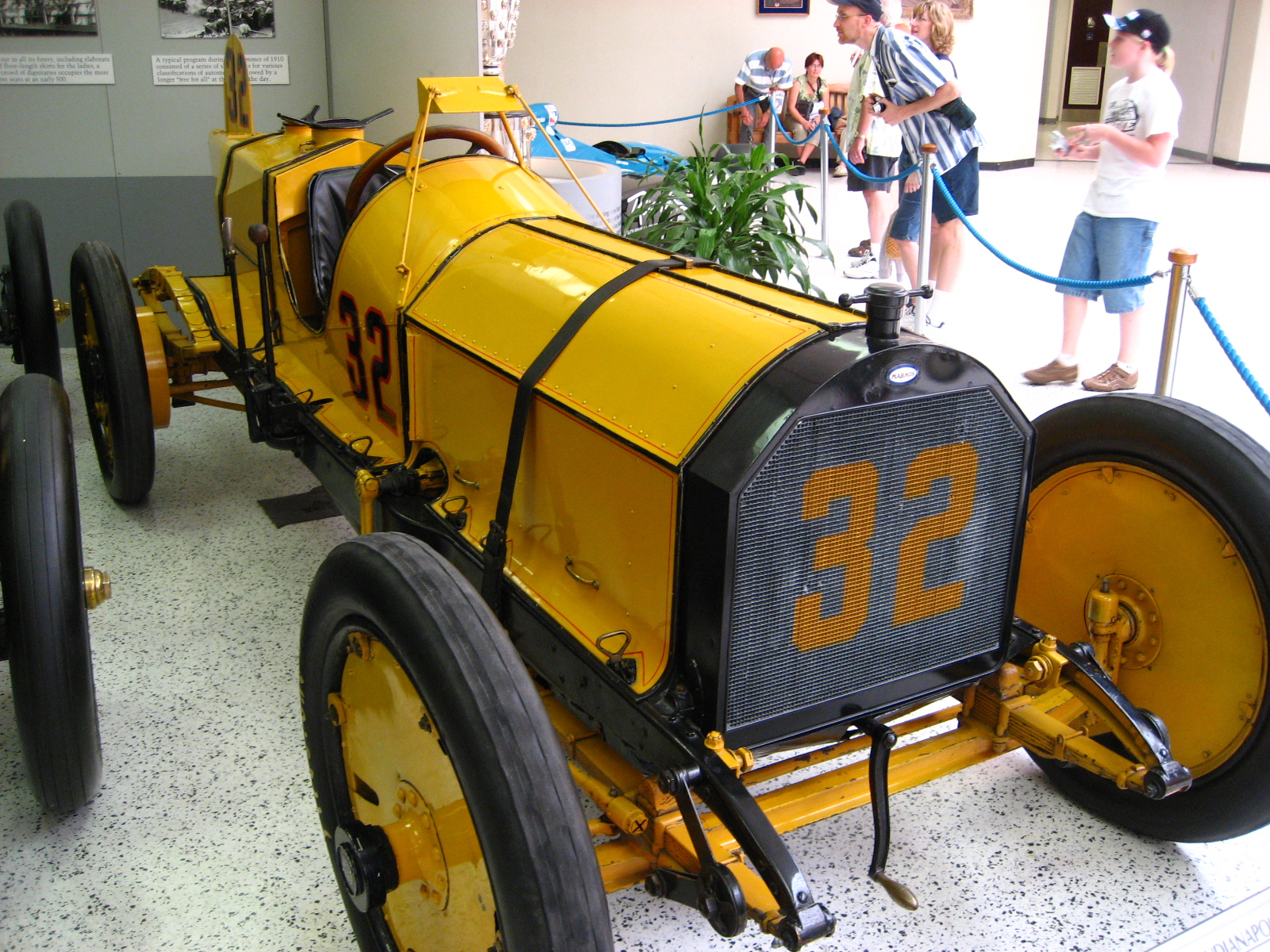
El Wasp de Ray Harroun, vencedor de la 500 Millas de Indianápolis de 1911. El espejo retrovisor del monoplaza está montado sobre unas varillas por delante del volante

Si bien la Marmon Company suspendió la producción de coches, continuó fabricando componentes para otros fabricantes de automóviles y camiones. Cuando la Gran Depresión redujo drásticamente el mercado de automóviles de lujo, la Marmon Car Company unió fuerzas con el coronel Arthur Herrington, un ex ingeniero militar involucrado en el diseño de vehículos con tracción total. La nueva empresa se llamó Marmon-Herrington.
Marmon-Herrington tuvo un comienzo exitoso al adjudicarse contratos para camiones de reabastecimiento de aviones militares, chasis 4x4 para remolcar armas ligeras, camiones de reabastecimiento de aviones comerciales y un pedido de la Iraqi Pipeline Company para suministrar los camiones más grandes jamás construidos hasta ese momento. Además de los grandes vehículos comerciales y militares, los directivos de la empresa reconocieron un mercado en crecimiento para los vehículos con tracción total a precios moderados.
Esto supuso el origen del "Ford Marmon-Herrington", un camión de tracción total modificando el chasis de un camión comercial, convertido en el enfoque principal de la Marmon-Herrington Company en aquel momento.
A principios de la década de 1960, la familia Pritzker compró Marmon-Herrington y se convirtió en miembro de una asociación de empresas que finalmente adoptó el nombre de The Marmon Group. En 2007, la familia Pritzker vendió una parte importante del Grupo a la compañía financiera Berkshire Hathaway del multimillonario Warren Buffett.

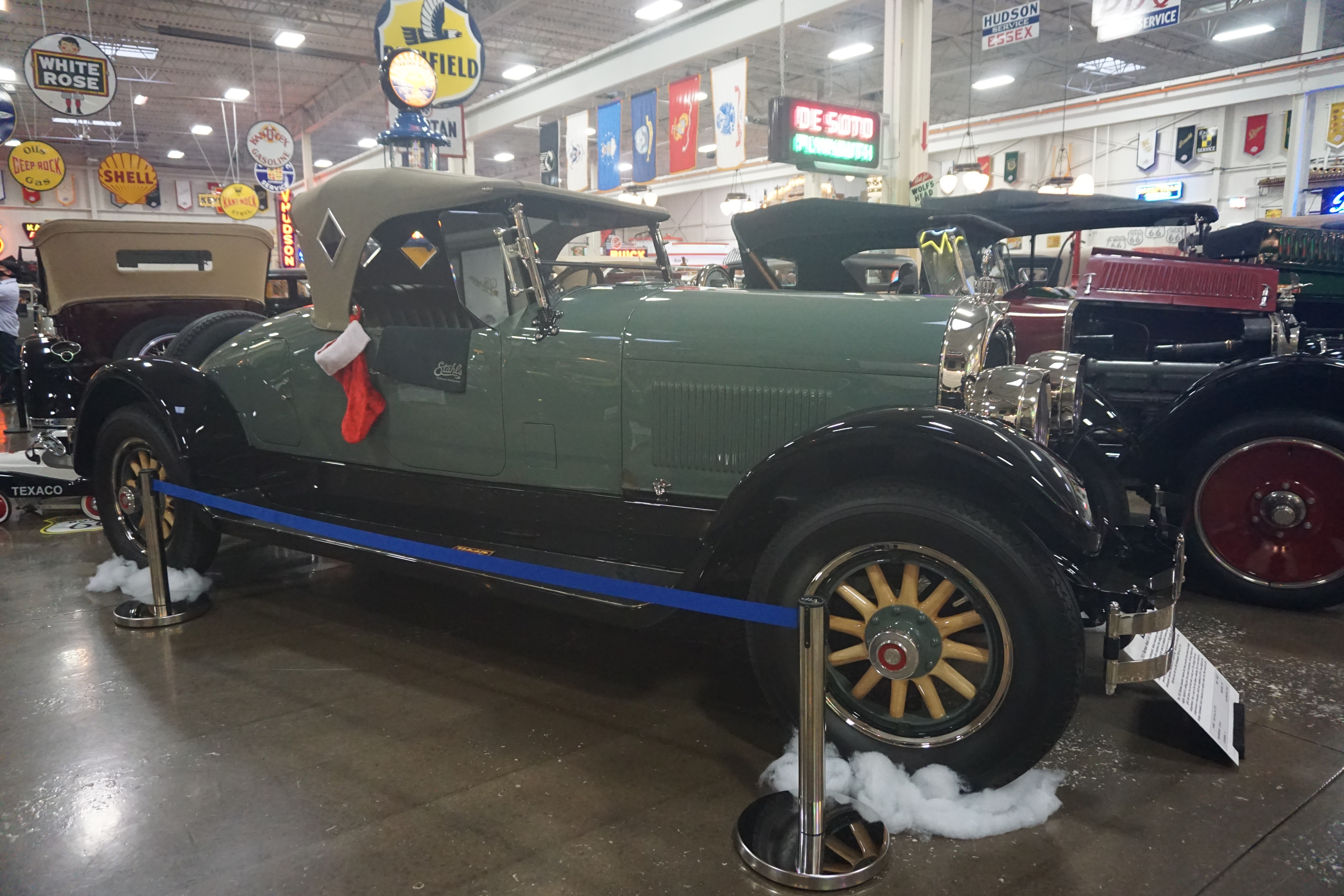
El Marmon Model 34-C Two-Passenger Speedster de 1924

En la carrera de las 500 Millas de Indianápolis de 1993, para conmemorar el 40 aniversario del Grupo de empresas Marmon, Éric Bachelart pilotó un bólido tributo al Marmon Wasp, en realidad un Lola con motor Buick, que no era competitivo y no se calificó. Después de que terminaron las calificaciones, el patrocinio se transfirió al automóvil de John Andretti, que conducía para A. J. Foyt Enterprises. Andretti comenzó 23.º y lideró brevemente la carrera antes de terminar décimo.

## Conductores notables de Marmon

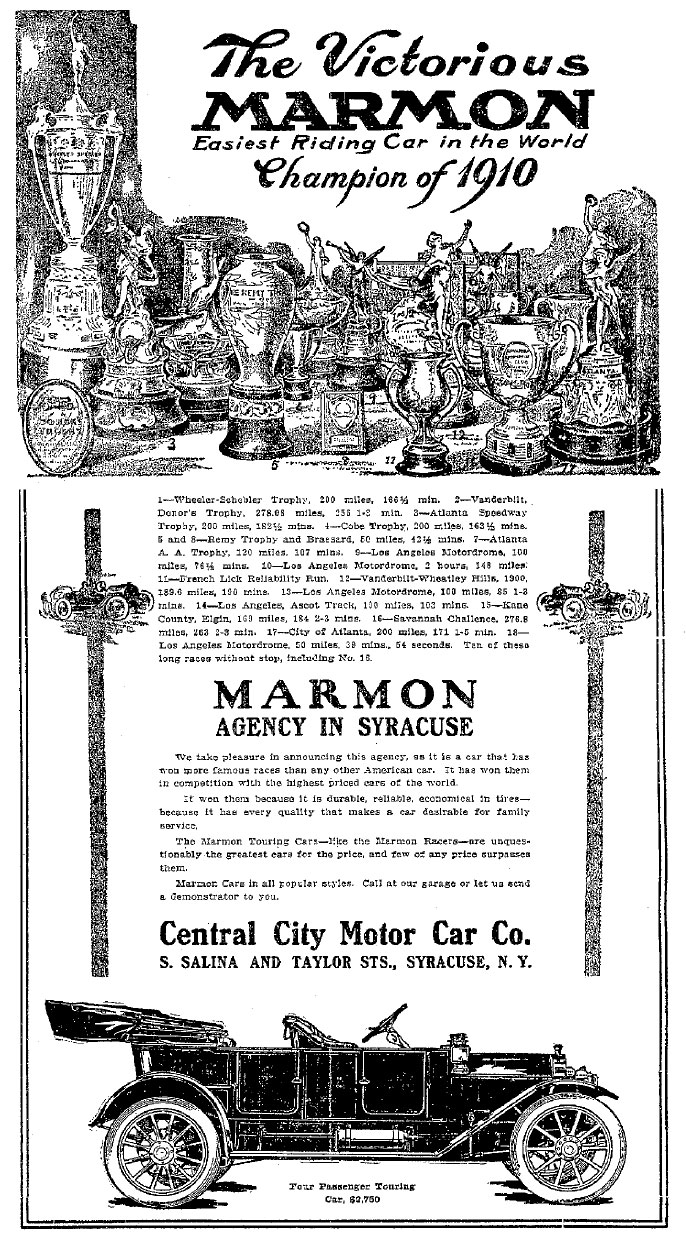
Anuncio de Marmon (Syracuse Post-Standard, 18 de marzo de 1911)

- El actor Francis X. Bushman, en el apogeo de su fama cinematográfica en la década de 1910, poseía un Marmon pintado de color púrpura hecho a medida. Otros actores que fueron dueños de vehículos Marmon incluyen a Wallace Reid, Douglas Fairbanks y Arthur Tracy.

- Estadista y héroe nacional de Finlandia, el coche de Carl Gustaf Emil Mannerheim era un Marmon E-75. Mucho más tarde, un grupo de estudiantes de tecnología compró este automóvil. Sigue siendo el automóvil representativo del sindicato de estudiantes de la Universidad Aalto después de considerables reparaciones,[12] y el nombre Marmon, hasta cierto punto, está vinculado a este vehículo.

- J. Horace McFarland, presidente de la Asociación Cívica Estadounidense, era dueño de un Marmon. En 1924, le escribió a John Gries, de la División de Construcción y Vivienda de la Oficina Nacional de Estándares, que circular con su Marmon le costaba nueve centavos por milla, "independientemente del chofer".[13]

- Jan Werich y George Voskovec, actores checos y miembros destacados de Osvobozené divadlo, comentaron sus viajes a Nurenberg en un Marmon.

- En sus memorias, "The Cruise of the Rolling Junk", F. Scott Fitzgerald escribió sobre un viaje en automóvil de 1200 millas al sur que realizó con su pareja Zelda Fitzgerald en su Marmon Speedster de 1918.

- En 1916-17, Ruby Archambeau de Portland, Oregón, se convirtió en la primera mujer en conducir la circunferencia de los Estados Unidos. Su vehículo era un Marmon.[14]

- El "Rey de los contrabandistas", el italocanadiense Rocco Perri de Hamilton, Ontario, era conocido por su preferencia por los Marmon en la década de 1920.

- La actriz Bebe Daniels conducía un Marmon Roadster a 72 millas por hora al sur de Santa Ana cuando se convirtió en la primera mujer en ser condenada por exceso de velocidad en el Condado de Orange.[15]